# Arcte senica
Arcte senica là một loài bướm đêm trong họ Noctuidae.